# Herman Dillner
Bror Herman Dillner, född den 20 april 1856 i Varnums socken, Värmlands län, död den 13 augusti 1928 i Solna församling, Stockholms län, var en svensk militär. Han var son till Harald Dillner samt far till Elisabet, Maria och Johannes Dillner.

## Biografi
Dillner blev underlöjtnant vid Nerikes regemente 1876 och löjtnant där 1884. Han var kompaniofficer vid Krigsskolan på Karlberg 1880–1883, adjutant och bibliotekarie där 1883–1896, ordonnansofficer vid Fjärde militärdistriktets stab 1882–1889 och vid Femte fördelningens och militärdistriktets stab 1889–1890. Dillner överfördes som löjtnant till Västerbottens regemente 1893 och befordrades till kapten där 1894, till major vid Västerbottens regemente 1904, till överstelöjtnant vid Västgöta regemente 1908 samt till överste i armén 1912. Han beviljades avsked från regementet sistnämnda år. Dillner blev riddare av Svärdsorden 1897. Han vilar på Solna kyrkogård.